# Yota
Pour les articles ayant des titres homophones, voir Iota et Yotta.

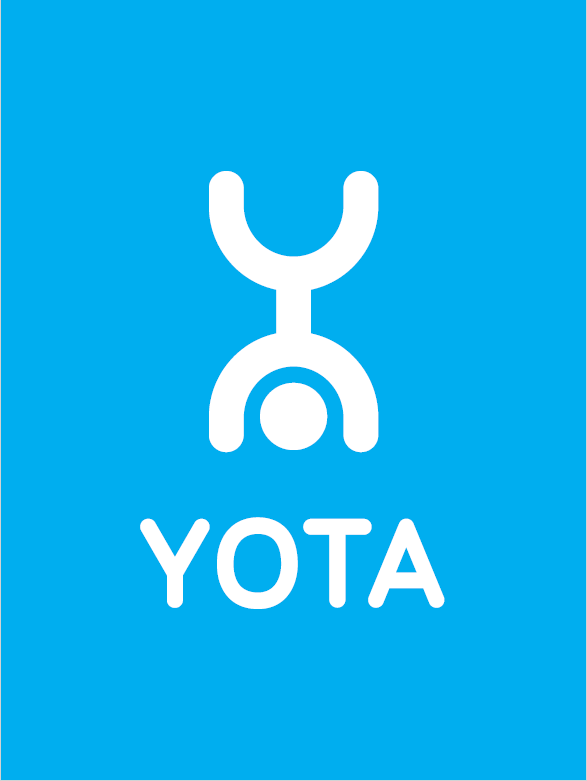
Logo

Yota (Russe: Йота) est le nom de commercialisation de la société russe de télécommunication Skartel, numéro un russe des technologies de téléphonie mobile 4G (WiMAX puis LTE). La société Yota est présente en Russie, en Biélorussie et au Nicaragua.

## Structure
Yota est le nom de commercialisation de la société Skartel, elle-même contrôlée par Wimax Holding Ltd. La société est dirigée par Denis Sverdlov et Sergei Adoniev.

## Réseau Wimax
Yota est le premier fournisseur d'accès russe à s'être lancé en 2008 dans la technologie WiMAX. Le réseau Yota opérait sous le standard IEEE 802.16e-2005 dans les bandes de haute fréquence 2.5-2.7 GHz.
Il est leader sur le marché russe de la 4G.

## Réseau LTE
Yota a décidé début 2012 de remplacer ses réseaux Wimax par des réseaux compatibles avec la norme LTE. Il avait recruté 600 000 abonnés sur son réseau LTE russe en aout 2012.

## Appareils

### YotaPhone (1)

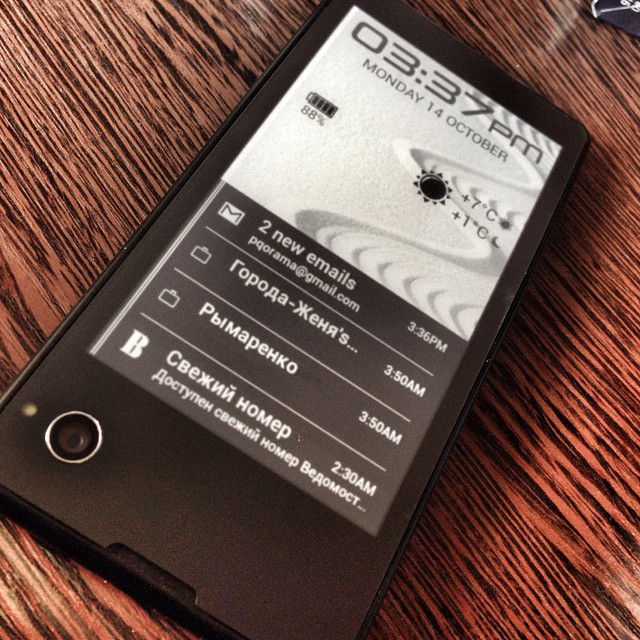
Le smartphone

L'entreprise a dévoilé en décembre 2013 son téléphone fabriqué en Russie, doté d'un écran couleur à l'avant et d'un écran noir et blanc à l'arrière (type papier électronique), ce dernier écran est toujours allumé.

### YotaPhone 2
En double écran lui aussi, il est livré d'origine sous Android v4.4, il existe en 2 séries :
- YD206 : version Android non évolutive. 4G LTE limitée aux bandes de fréquences B1 et B3.
- YD201 : version Android évolutive vers Android v5. 4G LTE compatible avec la France (bandes de fréquences B3, B7 et B20)[6].

### YotaPhone 3 ( 3+)
En double écran lui aussi processeur Snapdragon 625 Octa Core, écran avant 5,5" écran E-encre FHD 5,2".  
Réseau : GSM 850/900/1800/1900 MHz CDMA 800 MHz ; TD-SCDMA 1880-1920 MHz, 2010-2025 MHz ; UMTS 850/900/1900/2100 MHz
LTE 800/1800/2600 
- Yota 3  Android v7.1 Ram 4 Go, Rom 64 Go
- Yota3+ Android 8.1 Ram 8 Go, Rom 128 Go